# Jeniffer Miller
Jeniffer Miller es una jinete estadounidense que compitió en la modalidad de doma. Ganó dos medallas en los Juegos Panamericanos de 1991, plata en la prueba por equipos y bronce en individual.

## Palmarés internacional
| Juegos Panamericanos | Juegos Panamericanos | Juegos Panamericanos | Juegos Panamericanos |
| Año                  | Lugar                | Medalla              | Categoría            |
| -------------------- | -------------------- | -------------------- | -------------------- |
| 1991                 | La Habana (Cuba)     | Medalla de plata     | Por equipos          |
| 1991                 | La Habana (Cuba)     | Medalla de bronce    | Individual           |